# Актобе (мини-футбольный клуб)
«Актобе» (каз. Ақтөбе) — мини-футбольный клуб из Актобе, выступающий в чемпионате Казахстана.
До 2016 года команда называлась «Инжу».

## История
В 2012 году предприниматель из Актобе Максат Тюмалиев собрал команду из игроков любительской лиги города. Команда, получившая наименование «Инжу», выиграла соревнование по второй лиге города, а в следующем году — первую лигу города. В 2014 году «Инжу» победила на региональном турнире, где участвовали сильнейшие клубы Актобе, Атырау, Уральска и Актау.
В 2015 году команда выиграла первенство первой лиги Казахстана и получила путёвку в высшую лигу. А Кайрат Иманалин был признан лучшим футболистом первой лиги.
В первом же сезоне команда выигрывает бронзовые медали чемпионата, пропустив вперёд лишь «Кайрат» и «Астана-Тулпар».
Домашние игры команда проводит в спортивном комплексе «Коныс».
Голкипер «Инжу» Григорий Шамро и игроки Кайрат Иманалин и Ринат Турегазин вызвались в сборную Казахстана.
В 2016 году футзальная команда «Инжу» переименована в «Актобе» и входила в состав футбольного клуба «Актобе».

## Достижения
- Обладатель Кубка Казахстана: 2018

Чемпионат Казахстана по мини-футболу
- Серебряный призер (2): 2017/18, 2019/20

- Бронзовый призёр (3): 2015/16, 2016/17, 2022/23